# Screamer

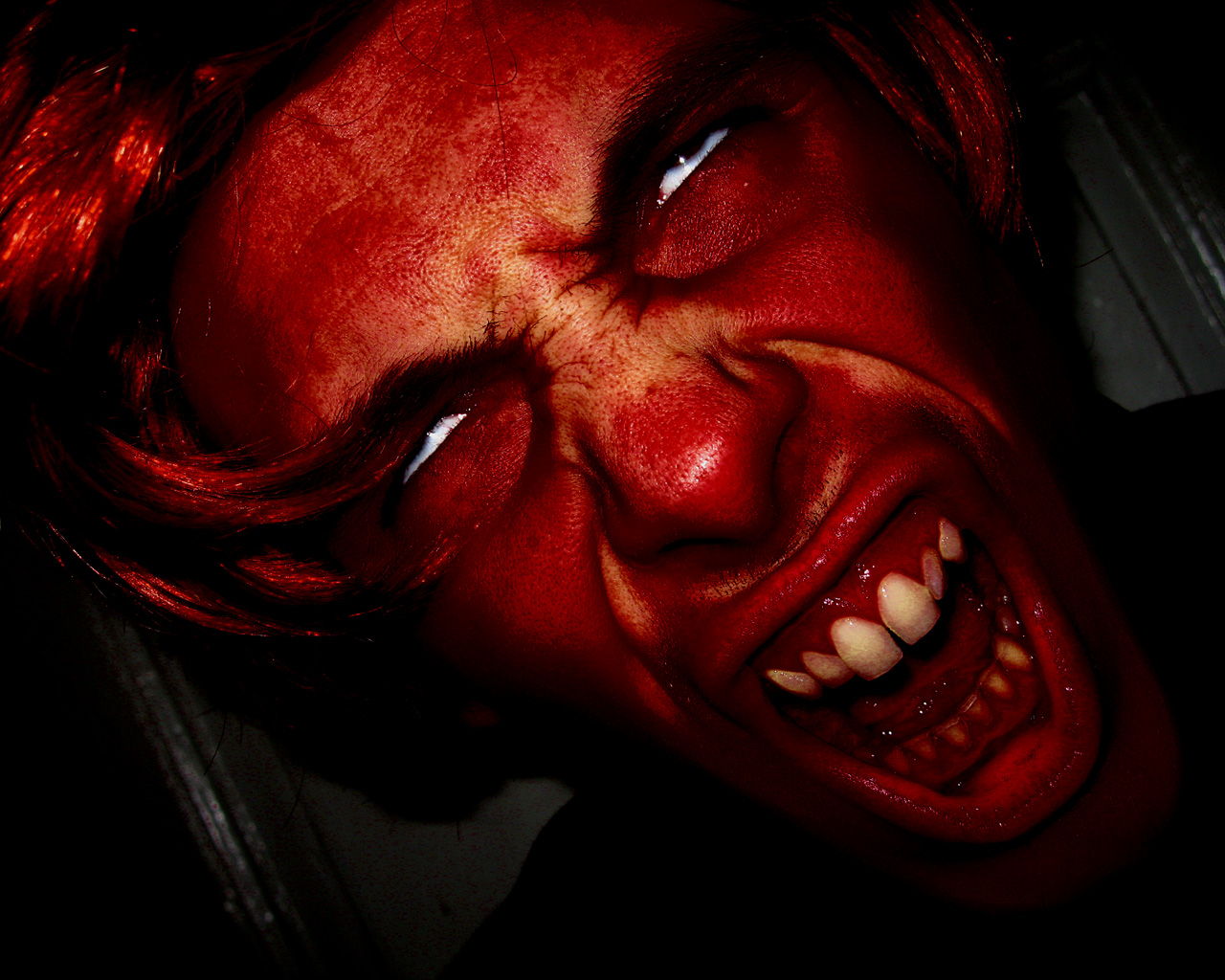
Un screamer suele aparecer bajo la forma de un rostro aterrador y acompañado por un fuerte grito.

Un screamer (del inglés scream; literalmente «gritador») es una broma de internet en la que aparece un rostro acompañado de un sonido en escena, con temática de terror, cuyo objetivo es asustar al espectador bajo la forma de un recurso audiovisual.
Puede aparecer en muchas formas (vídeos, imágenes, juegos en Flash, sitios web o aplicaciones). En él, se incita al usuario a concentrarse en la pantalla durante un tiempo determinado bajo la excusa de realizar tareas como observar ilusiones ópticas, curiosear detalles, o encontrar diferencias entre imágenes. Todo esto ayuda a que el efecto de susto (producto de un cambio inesperado) sea más efectivo.
Algunos de los screamers más populares son los comerciales de la empresa de café alemana K-fee y el juego The Scary Maze Game (creado por Jeremy Winterrowd), ambos lanzados en 2004, y la animación en flash titulada «What's wrong?» (2001).

## Origen del nombre
El nombre screamer es una conjugación de la palabra scream (en español: «gritar») que proviene del idioma inglés y es definido por el Oxford English Dictionary como «una persona o cosa que hace un grito». Su traducción al español puede significar «gritador» o «chillón»; y este último es definido por la Real Academia Española como «un sonido agudo y desagradable».
A pesar de que posee una traducción válida al castellano, el término se utiliza en el idioma original a modo de anglicismo. Este tipo de bromas se popularizó tanto en internet que el término screamer ya forma parte de la jerga de internet.

## Historia y popularidad
El primer registro conocido en la historia de internet sobre un screamer fue la animación en Flash titulada «What's wrong?» que data del año 2001, en la cual se invita a observar la fotografía de una habitación en busca de algo fuera de lo normal. Tras unos segundos, aparece repentinamente el rostro en blanco y negro de una mujer sin ojos junto con un fuerte grito. La imagen utilizada para el screamer pertenece a la portada de la película Maniacts, también de 2001. El creador del screamer original es desconocido, pero hubo una adaptación con textos en castellano que la realizó un español llamado Javier Catania bajo el usuario jaca101, en el 2002. Allí tituló al screamer bajo el nombre de «efecto óptico» y podía apreciarse como aclaración que las personas con problemas cardíacos no deberían verlo. A raíz de esta adaptación, muchos usuarios comenzaron a enviarlo a través de cadenas de correos electrónicos con el enlace al screamer.

Más tarde, en 2003, comenzaba a popularizarse un screamer en los foros de Taiwán y China; un video titulado «Kikia» mostraba una animación simple de una persona dibujada al estilo «stickman». A los pocos segundos, la animación era interrumpida por la imagen de un rostro aterrador (que fue extraído del videojuego Fatal Frame II) junto con un fuerte grito. 

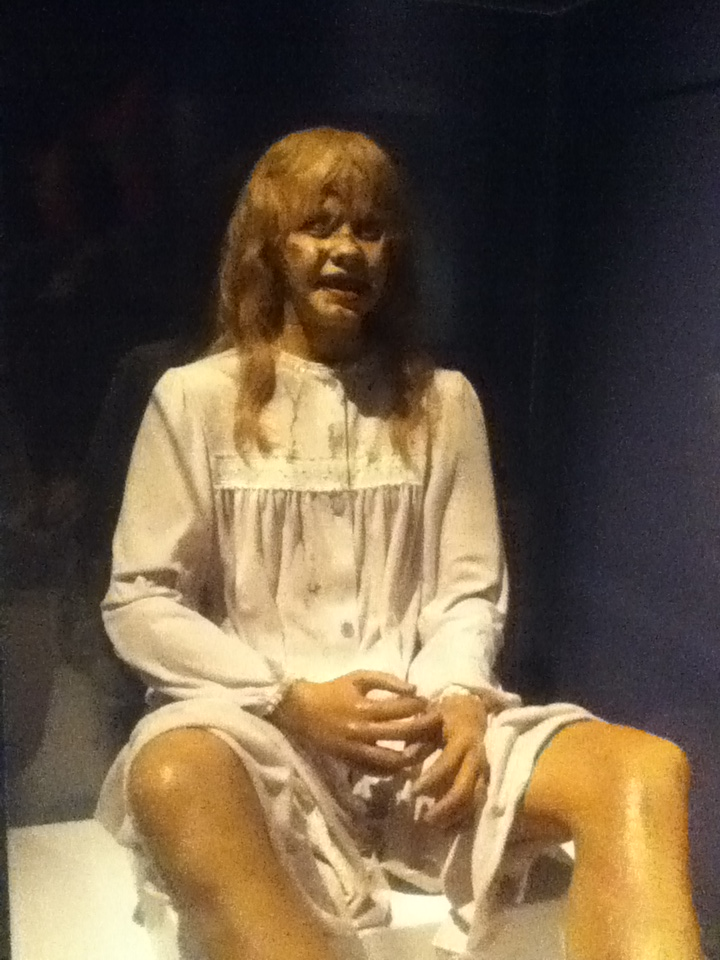
The Scary Maze Game aparece una imagen de la poseída Regan MacNeil de El exorcista abruptamente acompañada por un grito aterrador.

Sin embargo, no fue sino hasta 2003 cuando Jeremy Winterrowd publicó en su página web un supuesto juego en flash titulado The Scary Maze Game, el cual consta de un laberinto con tres niveles y cuyo objetivo es atravesarlo sin tocar las paredes. A medida que el jugador avanza, las paredes se hacen más pequeñas, lo que le dificulta evitar tocar las paredes y lo obliga a acercar sus caras a la pantalla. Al principio, si el jugador toca accidentalmente la pared, volverá al menú de inicio y el jugador tendrá que empezar todo de nuevo. Sin embargo, una vez que el jugador alcanza el nivel 3, las paredes se vuelven tan delgadas que resulta muy difícil evitar tocarlas, lo que se hace a propósito para que el jugador se concentre más en el juego y posiblemente se acerque más a la pantalla. Cuando el jugador llega a cierto punto, ya sea que toque una pared o no, una imagen de la poseída Regan MacNeil de El exorcista aparece abruptamente acompañada por un grito aterrador. La imagen utilizada para el screamer fue extraída de la portada en DVD de la película. Este screamer fue quien alcanzó mayor popularidad, incluso hasta la actualidad, y más aún con la llegada de las redes sociales por internet.
La llegada de YouTube en 2005 y su posterior impacto en la cotidianeidad, provocó que los screamer se viralizaran de forma masiva alcanzando a millones de usuarios alrededor del mundo. Esto le sucedió posteriormente también a Facebook y a WhatsApp, convirtiéndose actualmente junto con YouTube en los principales medios que propician la difusión de los screamer.
En 2018, un video promocional de la película La monja que usaba un screamer fue removido de YouTube por violar su "política de contenido chocante".

## Método

"Mira el punto rojo" sería un ejemplo de screamer.

El método que se suele emplear para que un usuario sea víctima de un screamer es a través de algo que en el idioma inglés se le conoce como bait-and-switch (literalmente: «carnada y cambiar»), que consiste básicamente en ofrecer un producto al usuario para luego engañarlo y ofrecerle otro producto completamente distinto pero que lo perjudica. Es un término jurídico exclusivo del idioma inglés; pero es un equivalente a lo que en castellano se le conoce como publicidad engañosa.
Bajo esta premisa, el screamer nunca estaría expuesto directamente, sino que aparece camuflado como un video, animación en Flash o aplicación que invita al usuario a concentrarse con tranquilidad en una tarea específica. Dichas tareas pueden ser ilusiones ópticas, observar detalles de una imagen, buscar diferencias entre dos imágenes, subir el volumen para escuchar algún detalle, entre otros. La idea es distraer al usuario lo más posible en dicha tarea para que, tras unos segundos, aparezca el screamer y el efecto de susto sea más efectivo.

## Video-reacciones
Debido a la popularidad que han alcanzado los screamer como broma de internet, se han publicado una gran cantidad de videos en YouTube mostrando las reacciones de susto que manifiestan los usuarios. Incluso muchos youtubers adoptaron este hábito para ganar popularidad entre sus espectadores.